# Junior-VM i håndbold 1985 (kvinder)
Juniorverdensmesterskabet i håndbold 1985 for kvinder var det femte junior-VM i håndbold for kvinder. Mesterskabet blev arrangeret af International Handball Federation, og slutrunden med deltagelse af 15 hold blev afviklet i Sydkorea i perioden 19. – 30. oktober 1985.
Mesterskabet blev vundet af de forsvarende mestre Sovjetunionen foran Sydkorea og Polen. Det var Sovjetunionens fjerde junior-VM-guld (og fjerde titel i træk), og holdet gik ubesejret gennem turneringen med syv sejre i syv kampe. I finalen vandt det sovjetiske hold med 27-24 over værtslandet Sydkorea, som dermed opnåede holdets bedste resultat ved junior-VM indtil da. Bronzekampen endte med polsk sejr på 30-29 over Østtyskland efter 2 × forlænget spilletid.

## Slutrunde

### Indledende runde
De 15 hold spillede i den indledende runde i fire grupper med tre eller fire hold. Hver gruppe spillede en enkelturnering alle-mod-alle, og de tre bedst placerede hold i hver gruppe gik videre til hovedrunden om placeringerne 1-12, mens firerne gik videre placeringsrunden om 13.- til 15.-pladsen.

#### Gruppe A
| Dato | Kamp                | Res.  | Pause |
| ---- | ------------------- | ----- | ----- |
| ?    | Polen – Japan       | 23–18 | 8-9   |
| ?    | Japan – Jugoslavien | 17–24 | 6-9   |
| ?    | Jugoslavien – Polen | 19–22 | 8-8   |

| Hold            | Kampe        | Mål          | Point        |
| --------------- | ------------ | ------------ | ------------ |
| Polen           | 2            | 45-37        | 4            |
| Jugoslavien     | 2            | 43-49        | 2            |
| Japan           | 2            | 35-47        | 0            |
| Elfenbenskysten | Meldte afbud | Meldte afbud | Meldte afbud |

#### Gruppe B
| Dato | Kamp                | Res.  | Pause |
| ---- | ------------------- | ----- | ----- |
| ?    | Sydkorea – Kina     | 27–18 | 15-80 |
| ?    | Frankrig – Spanien  | 15–12 | 6-6   |
| ?    | Spanien – Sydkorea  | 11–40 | 05-18 |
| ?    | Kina – Frankrig     | 20–15 | 8-3   |
| ?    | Sydkorea – Frankrig | 23–10 | 12-50 |
| ?    | Kina – Spanien      | 27–70 | 12-40 |

| Hold     | Kampe | Mål   | Point |
| -------- | ----- | ----- | ----- |
| Sydkorea | 3     | 90-39 | 6     |
| Kina     | 3     | 65-49 | 4     |
| Frankrig | 3     | 40-55 | 2     |
| Spanien  | 3     | 30-72 | 0     |

#### Gruppe C
| Dato | Kamp                     | Res.  | Pause |
| ---- | ------------------------ | ----- | ----- |
| ?    | Sovjetunionen – Holland  | 39–90 | 19-50 |
| ?    | Norge – Rumænien         | 15–23 | 06-11 |
| ?    | Rumænien – Sovjetunionen | 19–28 | 09-11 |
| ?    | Holland – Norge          | 14–22 | 05-10 |
| ?    | Sovjetunionen – Norge    | 26–21 | 13-12 |
| ?    | Holland – Rumænien       | 13–16 | 06-10 |

| Hold          | Kampe | Mål   | Point |
| ------------- | ----- | ----- | ----- |
| Sovjetunionen | 3     | 93-49 | 6     |
| Rumænien      | 3     | 58-56 | 4     |
| Norge         | 3     | 58-63 | 2     |
| Holland       | 3     | 36-77 | 0     |

#### Gruppe D
| Dato | Kamp                       | Res.  | Pause |
| ---- | -------------------------- | ----- | ----- |
| ?    | Østtyskland – Vesttyskland | 19–14 | 9-5   |
| ?    | Danmark – Østrig           | 26–15 | 10-60 |
| ?    | Østrig – Østtyskland       | 11–22 | 3-9   |
| ?    | Vesttyskland – Danmark     | 15–11 | 5-2   |
| ?    | Østtyskland – Danmark      | 15–14 | 9-7   |
| ?    | Vesttyskland – Østrig      | 24–80 | 5-3   |

| Hold         | Kampe | Mål   | Point |
| ------------ | ----- | ----- | ----- |
| Østtyskland  | 3     | 56-39 | 6     |
| Vesttyskland | 3     | 53-38 | 4     |
| Danmark      | 3     | 51-45 | 2     |
| Østrig       | 3     | 34-72 | 0     |

### Placeringsrunde
I placeringsrunden firerne fra de indledende grupper om placeringerne 13-15. De tre hold blev samlet i én gruppe, som spillede en enkeltturnering alle-mod-alle.
| Dato | Kamp              | Res.  | Pause |
| ---- | ----------------- | ----- | ----- |
| ?    | Østrig – Spanien  | 16–10 | 9-7   |
| ?    | Holland – Spanien | 18–10 | 10-40 |
| ?    | Holland – Spanien | 21–13 | 8-7   |

| Plac. | Hold    | Kampe | Mål   | Point |
| ----- | ------- | ----- | ----- | ----- |
| 13.   | Holland | 2     | 39-23 | 4     |
| 14.   | Østrig  | 2     | 29-31 | 2     |
| 15.   | Spanien | 2     | 20-34 | 0     |

### Hovedrunde
I hovedrunden spillede vinderne, toerne og treerbe fra de indledende grupper om placeringerne 1-12. De tolv hold blev inddelt i to nye grupper, som hver spillede en enkeltturnering alle-mod-alle, bortset fra at hold fra samme indledende gruppe ikke mødtes igen – i stedet blev resultaterne af holdenes indbyrdes opgør i den indledende runde ført med over til placeringsrunden.
Vinderne af de to grupper gik videre til VM-finalen, toerne gik videre til bronzekampen, treerne til kampen om 5.-pladsen, firerne til kampen om 7.-pladsen, femmerne til kampen om 9.-pladsen, mens sekserne måtte tage til takke med at spille om 7.-pladsen.

#### Gruppe I
| Dato | Kamp                   | Res.  | Pause |
| ---- | ---------------------- | ----- | ----- |
| ?    | Jugoslavien – Kina     | 26–37 | 13-18 |
| ?    | Polen – Frankrig       | 24–11 | 11-60 |
| ?    | Japan – Sydkorea       | 17–28 | 04-12 |
| ?    | Frankrig – Japan       | 20–19 | 10-11 |
| ?    | Kina – Polen           | 19–27 | 08-16 |
| ?    | Sydkorea – Jugoslavien | 33–17 | 16-80 |
| ?    | Jugoslavien – Frankrig | 24–15 | 11-70 |
| ?    | Japan – Kina           | 23–26 | 10-15 |
| ?    | Sydkorea – Polen       | 28–15 | 12-80 |

| Hold        | Kampe | Mål     | Point |
| ----------- | ----- | ------- | ----- |
| Sydkorea    | 5     | 139-770 | 10    |
| Polen       | 5     | 111-950 | 8     |
| Kina        | 5     | 120-118 | 6     |
| Jugoslavien | 5     | 110-124 | 4     |
| Frankrig    | 5     | 071-110 | 2     |
| Japan       | 5     | 094-121 | 0     |

#### Gruppe II
| Dato | Kamp                        | Res.  | Pause |
| ---- | --------------------------- | ----- | ----- |
| ?    | Vesttyskland – Rumænien     | 20–25 | 08-11 |
| ?    | Sovjetunionen – Danmark     | 28–19 | 14-60 |
| ?    | Norge – Østtyskland         | 25–19 | 12-80 |
| ?    | Danmark – Norge             | 20–32 | 12-18 |
| ?    | Vesttyskland – Sovjetunion. | 09–23 | 06-11 |
| ?    | Østtyskland – Rumænien      | 18–16 | 11-70 |
| ?    | Rumænien – Danmark          | 24–24 | 12-14 |
| ?    | Sovjetunionen – Østtyskland | 18–16 | 12-60 |
| ?    | Vesttyskland – Norge        | 16–17 | 6-8   |

| Hold          | Kampe | Mål     | Point |
| ------------- | ----- | ------- | ----- |
| Sovjetunionen | 5     | 123-840 | 10    |
| Østtyskland   | 5     | 87-87   | 6     |
| Norge         | 5     | 110-104 | 6     |
| Rumænien      | 5     | 107-105 | 5     |
| Vesttyskland  | 5     | 74-95   | 2     |
| Danmark       | 5     | 088-114 | 1     |

#### Placeringskampe og finaler
| Dato                | Kamp                     | Res.     | Pause |
| Kamp om 11.-pladsen |                          |          |       |
| ?                   | Danmark – Japan          | 22–19    | 11-10 |
| Kamp om 9.-pladsen  |                          |          |       |
| ?                   | Vesttyskland – Frankrig  | [0]25–22 | 11-90 |
| Kamp om 7.-pladsen  |                          |          |       |
| ?                   | Rumænien – Jugoslavien   | 20–15    | 13-40 |
| Kamp om 5.-pladsen  |                          |          |       |
| ?                   | Kina – Norge             | 27–35    | 13-19 |
| Bronzekamp          |                          |          |       |
| ?                   | Polen – Østtyskland      | [0]30–29 | 10-15 |
| Finale              |                          |          |       |
| ?                   | Sydkorea – Sovjetunionen | 24–27    | 16-90 |

| Plac.  | Hold          |
| ------ | ------------- |
| Guld   | Sovjetunionen |
| Sølv   | Sydkorea      |
| Bronze | Polen         |
| 4.     | Østtyskland   |
| 5.     | Norge         |
| 6.     | Kina          |
| 7.     | Rumænien      |
| 8.     | Jugoslavien   |
| 9.     | Vesttyskland  |
| 10.    | Frankrig      |
| 11.    | Danmark       |
| 12.    | Japan         |